# Highland (Indiana)
Highland – miasto w Stanach Zjednoczonych, w stanie Indiana, w hrabstwie Lake.